# 蔣致大
蔣致大（1534年—？年），字汝為，號毅斋，直隸常州府武進縣人，軍籍。

## 生平
六月十八日生，行四，治《詩經》，由縣學附學生中式嘉靖三十七年（15558年）戊午科應天府鄉試第一百二十二名舉人，年二十九歲中式嘉靖四十一年壬戌科會試第一百七十二名，第三甲第六十八名進士。官至四川按察司副使。

## 家族
曾祖蔣容，知州 贈工部員外郎；祖蔣盈，引禮舍人；父蔣同文；母毛氏。具慶下，妻惲氏，兄致遠。